# Арлеть (річка)
Арле́ть (рос. Арлеть) (удм.Анлед)— річка в Увинському та Селтинському районах Удмуртії, Росія, ліва притока Кільмезю.

## Морфометрична характеристика
Річка починається за 2,5 км на північний схід від села Сям-Можга. Довжина становить 51 км. Середній похил річки 1,7 м/км, ширина русла в середній течії 6-12 м, глибина — 0,5-1,4 м. Швидкість течії рідко перевищує 0,1 м/с. В низов'ях ширина русла 15-20 м, глибина збільшується до 0,8-2,1 м, швидкість течії зростає до 0,2 м/с. Мінімальні місячні витрати 50%-ї забезпеченості літнього періоду становить 0,7 м³/с.

## Притоки
- праві — Киркиз'я, Узинка
- ліва — Чибірка

## Населені пункти
На річці розташовані такі присілки Селтинського району — Вутно, Стара Монья, Чашкагурт, Кейлуд-Зюнья, Рожки.